# Suka Sari (Lebong Selatan)
Suka Sari is een bestuurslaag in het regentschap Lebong van de provincie Bengkulu, Indonesië. Suka Sari telt 823 inwoners (volkstelling 2010).